# Neuthrone
Neuthrone – trzeci album studyjny polskiej grupy black metalowej Crionics. Wydawaniem materiału zajmuje się zarówno Mystic Production, jak i Candlelight Records. Oprócz dziesięciu nowych utworów, na płycie można znaleźć teledysk do piosenki „Humanmeat Cargo”.

## Lista utworów
Opracowano na podstawie materiału źródłowego.
1. „New Pantheon” (Skotniczy, Styczeń, Borowiec, Kowalski) - 3:36
2. „Arrival 2033" (Skotniczy, Styczeń, Borowiec, Kowalski) - 3:09
3. „Neu.Throne.Aeon” (Skotniczy, Styczeń, Borowiec, Kowalski) - 4:29
4. „Superiors” (Romaszko) - 4:06
5. „Hell Earth” (Skotniczy, Styczeń, Borowiec, Kowalski) - 2:57
6. „Humanmeat Cargo” (Skotniczy, Styczeń, Borowiec, Kowalski) - 3:39
7. „Outer Empire” (Skotniczy, Styczeń, Borowiec, Kowalski) - 4:58
8. „Frozen Hope” (Skotniczy, Styczeń, Borowiec, Kowalski) - 5:40
9. „When The Sun Goes Out...” (Skotniczy, Styczeń, Borowiec, Kowalski) - 4:52
10. „Black Warriors” (Bonus track) (Zięba, Skotniczy, Styczeń)- 4:51

## Twórcy
Opracowano na podstawie materiału źródłowego.
| - Michał „Waran” Skotniczy - śpiew, gitara - Dariusz „Yanuary” Styczeń – gitara basowa - Wacław „Vac-v” Borowiec – keyboard | - Maciej „Darkside” Kowalski – perkusja - Tomasz Zalewski - realizacja, miksowanie, mastering - Michał „Czecza” Czekaj - zdjęcia, okładka, design |